# Arans
Arans (pronunciaciación catalana: [əˈɾans]; pronunciación local: [aˈɾans]) es un pueblo de Andorra, perteneciente a la parroquia de Ordino, situado al norte del Principado.

## Geografía
Está situado a 1385 m s. n. m., en la orilla derecha de la ribera de Ordino, entre Llorts y La Cortinada.
En 2009 contaba con 207 habitantes, que aumentaron a 214 en 2010 y a 217 en 2015.